# Complanledra complana
Complanledra complana är en insektsart som beskrevs av Cai. Complanledra complana ingår i släktet Complanledra och familjen dvärgstritar. Inga underarter finns listade i Catalogue of Life.